# Willem Cornelisz. Duyster
Willem Corneliszoon Duyster (* 1599 in Amsterdam; † 1635 ebenda) war ein niederländischer Maler.

## Leben und Werk
Willem Cornelisz. Duyster wurde im Jahr 1599 geboren und am 30. August 1599 in Amsterdam getauft. Über die ersten Jahre seiner Schaffenszeit ist wenig bekannt, da die Gildenaufzeichnungen verloren gingen. Seine künstlerische Ausbildung erhielt er möglicherweise bei Pieter Codde. Es ist belegt, dass sich die beiden Künstler kannten, da Codde Duyster während einer Feier 1625 mit einem Krug ins Gesicht schlug.
Duyster schuf überwiegend Genrebilder und hatte dabei eine Vorliebe für Offiziersszenen und fröhliche Gesellschaftsdarstellungen. Sein Stil und seine Motivik zeigen Einflüsse von Dirck Hals, Anthonie Palamedesz., Jacob van Velsen und Thomas de Keyser. 
Willem Duyster starb 1635 an der Pest. Er wurde am 31. Januar 1635 in Amsterdam beerdigt.

## Werke (Auswahl)

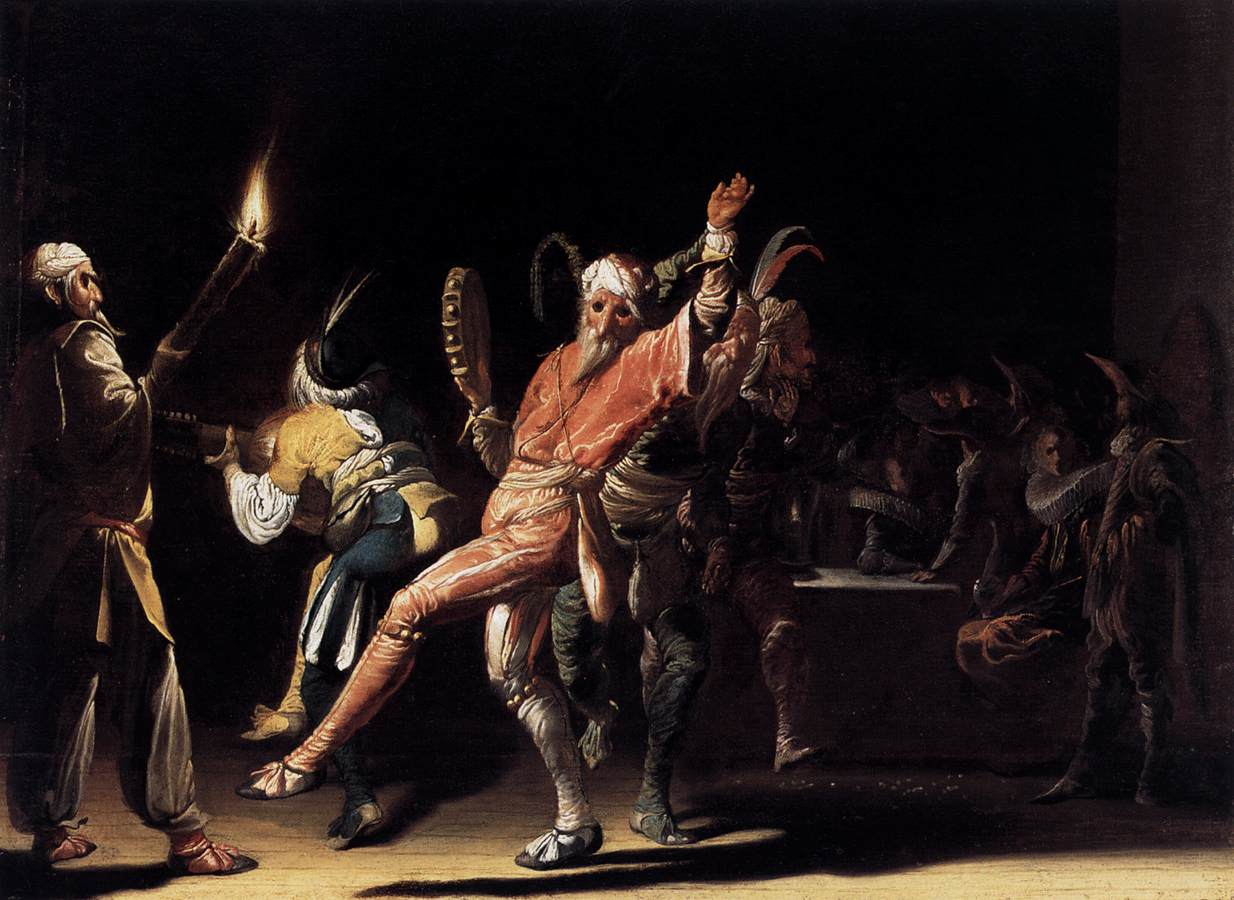
Fastnachtsnarren, Berlin, Gemäldegalerie
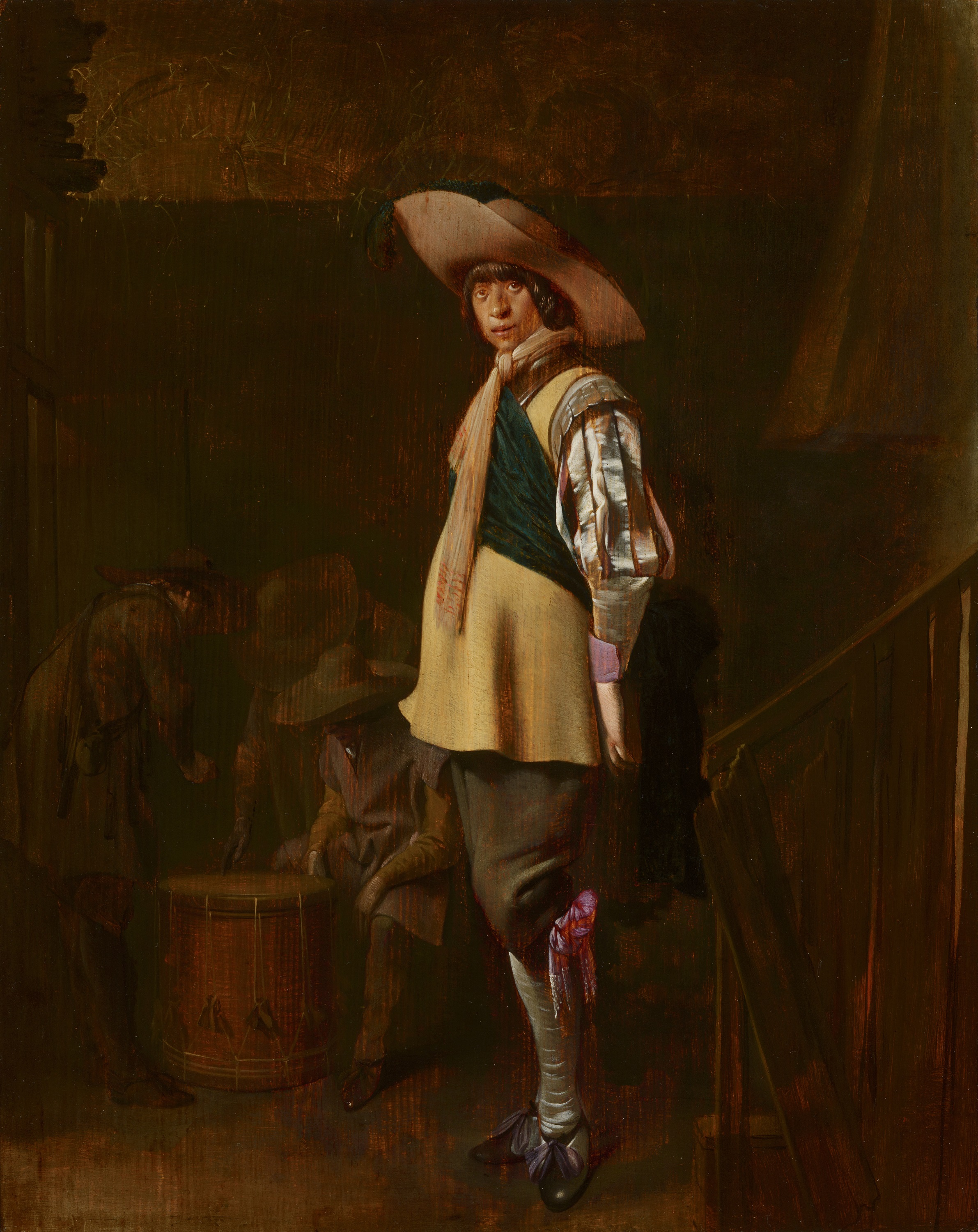
Ein stehender Offizier
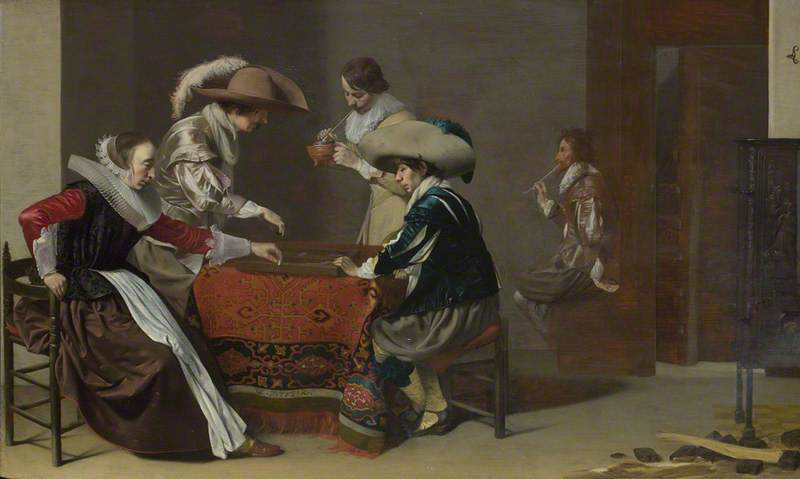
Zwei Tric-Trac-spielende Männer, London, National Gallery
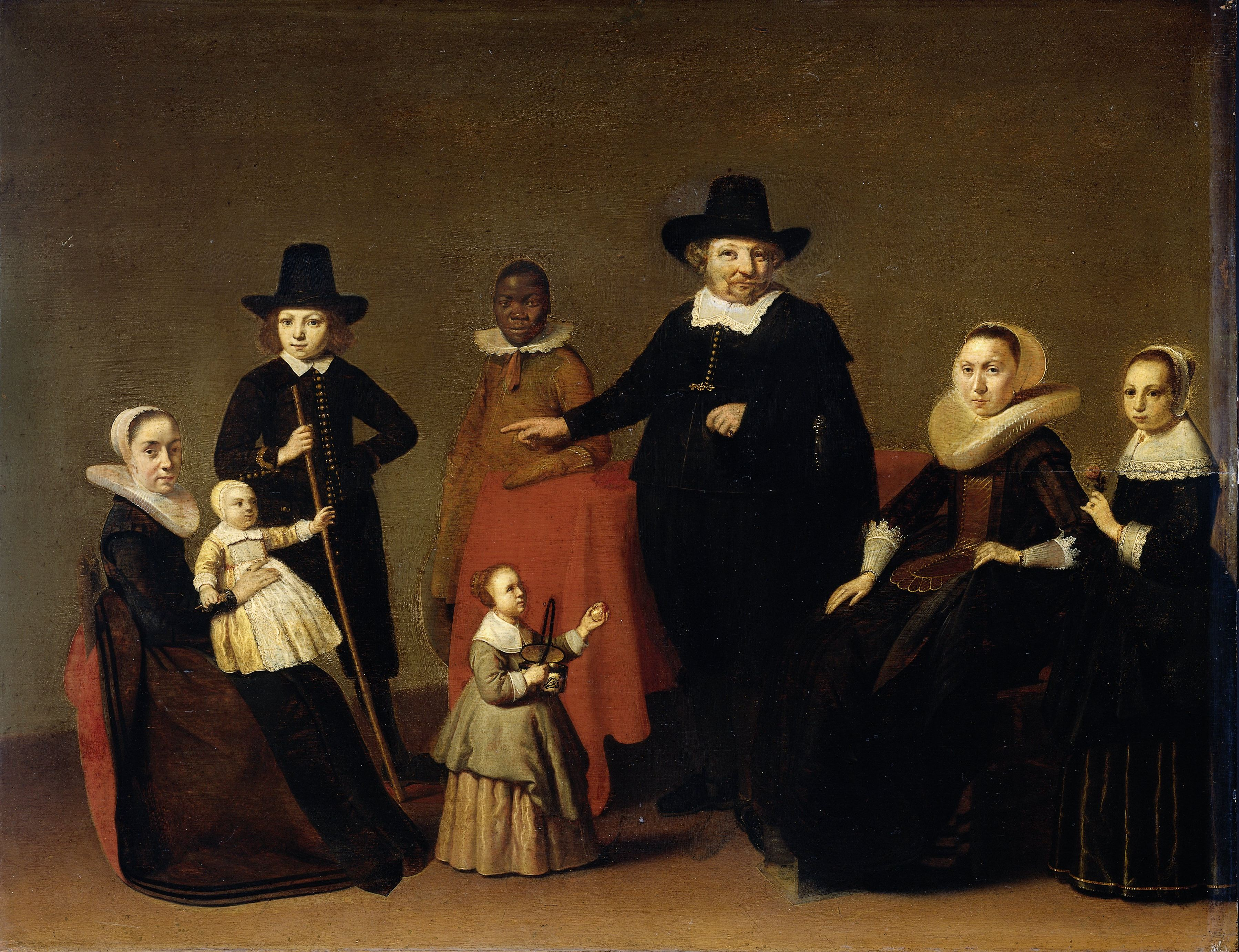
Familiengruppe mit einem schwarzen Mann, um 1632, Amsterdam, Rijksmuseum
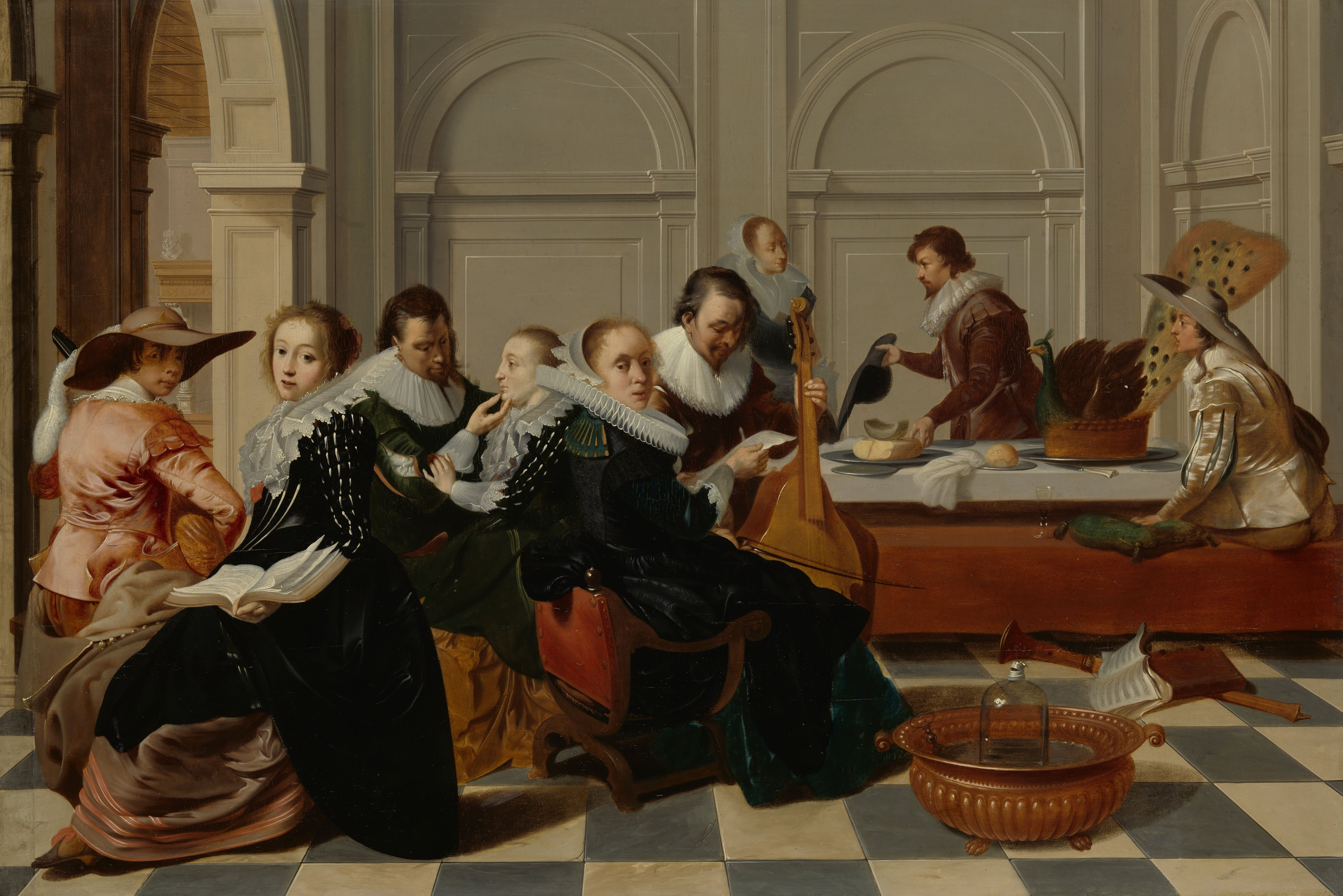
Das musikalische Treffen, Amsterdam, Rijksmuseum